# Liste der Baudenkmäler in Schäftlarn

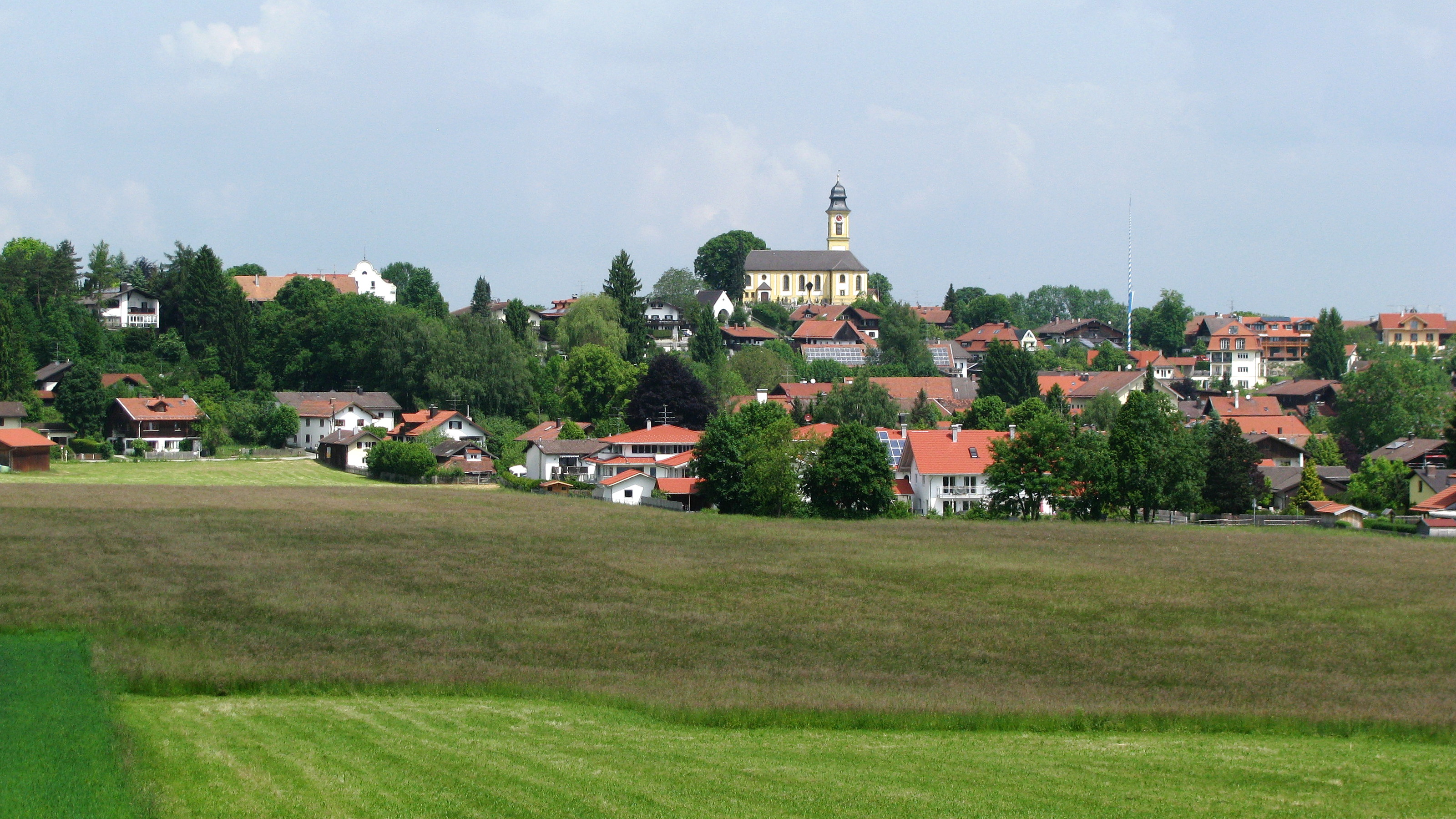
Blick auf Hohenschäftlarn

Auf dieser Seite sind die Baudenkmäler in der oberbayerischen Gemeinde Schäftlarn zusammengestellt. Diese Tabelle ist eine Teilliste der Liste der Baudenkmäler in Bayern. Grundlage ist die Bayerische Denkmalliste, die auf Basis des Bayerischen Denkmalschutzgesetzes vom 1. Oktober 1973 erstmals erstellt wurde und seither durch das Bayerische Landesamt für Denkmalpflege geführt wird. Die folgenden Angaben ersetzen nicht die rechtsverbindliche Auskunft der Denkmalschutzbehörde.

## Baudenkmäler nach Ortsteilen

### Kloster Schäftlarn
| Lage                               | Objekt                                      | Beschreibung | Akten-Nr.               | Bild                                        |
| ---------------------------------- | ------------------------------------------- | --- | ----------------------- | ------------------------------------------- |
| Kloster Schäftlarn 1 (Standort)    | Kloster Schäftlarn                          | Benediktinerabtei und ehemalige Prämonstratenserpropstei Schäftlarn, am linken Isarufer gegründet 762, säkularisiert 1803 und 1866 als Benediktinerpriorat wiedererrichtet, seit 1910 Abtei. Kloster, dreigeschossige Vierflügelanlage um zwei rechteckige Innenhöfe mit der Kirche als Zentrum, jeweils mit Mittel- und Eckrisaliten, die Ostteile über hohem Sockelgeschoss, die Südfront als Schauseite mit Freitreppe ausgebildet, Fassadengliederung durch Lisenen und Fensterrahmungen, erbaut 1702 bis 1707 von Giovanni Antonio Viscardi. | D-1-84-142-17           | weitere Bilder                              |
| Kloster Schäftlarn 1 (Standort)    | Klostergarten                               | Mit Ummauerung, wohl 18. Jahrhundert. | D-1-84-142-17 zugehörig | weitere Bilder                              |
| Kloster Schäftlarn 1 (Standort)    | Klosterkirche St. Dionysius und Juliana     | Barocke Wandpfeilerkirche mit eingezogener Apsis und Westturm inmitten der dreiflügeligen Klosteranlage, mit Pilaster- und Risalitgliederung, Neubau von François de Cuvilliés d. Ä. ab 1733, fortgeführt von Johann Georg Gunetzrhainer und Johann Michael Fischer 1751/60, Turm 1710; mit Ausstattung von Johann Baptist Zimmermann, Johann Baptist Straub und Balthasar Augustin Albrecht. | D-1-84-142-17 zugehörig | weitere Bilder                              |
| Kloster Schäftlarn 3 (Standort)    | Ehemaliger Ökonomiehof des Klosters         | Große zweigeschossige Rechteckanlage: Wohn- und Wirtschaftsgebäude in der Südostecke nach 1720, Dachaufbau Ende 19. Jahrhundert. | D-1-84-142-17 zugehörig | weitere Bilder                              |
| Kloster Schäftlarn 16 (Standort)   | Klostergasthof und Wirtschaftsgebäude       | Langtrakt mit Giebelhaus als nördlicher Kopfbau, Anfang 18. Jahrhundert; Wirtschaftsgebäude in der Südwestecke, 18. Jahrhundert. | D-1-84-142-17 zugehörig | Klostergasthof und Wirtschaftsgebäude       |
| Kloster Schäftlarn 8 (Standort)    | Ehemalige Klostermühle                      | Erdgeschossiges Satteldachgebäude mit Dachüberstand an der Westseite, im Kern 18. Jahrhundert, erneuert 1915 und nach Süden erweitert 1939; technische Einrichtung um 1915. | D-1-84-142-18           | weitere Bilder                              |
| Kloster Schäftlarn 18 (Standort)   | Ehemaliges Klosterrichterhaus und Pfarrhaus | Zweigeschossiger Massivbau mit Halbwalmdach und Erker, 1651; Nebengebäude, erdgeschossiger massiver Satteldachbau, 18. Jahrhundert. | D-1-84-142-19           | Ehemaliges Klosterrichterhaus und Pfarrhaus |
| Kloster Schäftlarn 19 (Standort)   | Ehemalige Volksschule des Klosters          | Breitgelagerter erdgeschossiger Satteldachbau mit Traufband, im Süden verkürzt, im Norden abgewalmtes Dach, 1724/25. | D-1-84-142-20           | Ehemalige Volksschule des Klosters          |
| Mühlanger (Standort)               | Nepomuk-Büste                               | Heiligenfigur aus Holz, wohl um 1820. | D-1-84-142-23           | weitere Bilder                              |
| Nähe Kloster Schäftlarn (Standort) | Nischenkapelle                              | Massive offene Kapelle mit vorkragendem Walmdach, ehemals mit Kreuzigungsgruppe von 1520, wohl 18. Jahrhundert. | D-1-84-142-21           | Nischenkapelle                              |
| Nähe Kloster Schäftlarn (Standort) | Waldkapelle „Maria Rast“                    | Schlichter Holzbau mit Walmdach, Dachreiter und offenem Vorraum, um 1870. | D-1-84-142-22           | Waldkapelle „Maria Rast“                    |

### Ebenhausen
| Lage                                  | Objekt                                         | Beschreibung | Akten-Nr.              | Bild           |
| ------------------------------------- | ---------------------------------------------- | --- | ---------------------- | -------------- |
| Am Kreuzweg 2, Rodelweg 6 (Standort)  | Doppelhaus                                     | Zweigeschossiges Wohnhaus mit Flachsatteldach und Lauben, z. T. in Blockbauweise, Südteil modern ausgebaut, im Kern 18. Jahrhundert. | D-1-84-142-15          | Doppelhaus     |
| Fischerschlößlstraße 8 (Standort)     | Fischerschlössl                                | Dreigeschossiger Satteldachbau mit Treppengiebel, eingestelltem Zinnenturm, talseitigem Vorbau mit Treppengiebel und zinnenbesetzten Eckerkern, im neugotischen Stil, 1841, Umbau durch Franz Rank 1909; Einfriedung, einen Vorhof umfassende Mauer, gleichzeitig; Nebengebäude, erdgeschossiger Massivbau mit Satteldach und Treppengiebel, gleichzeitig; Nebengebäude, erdgeschossig mit Treppengiebel, gleichzeitig; Nebengebäude, erdgeschossiger Satteldachbau mit Treppengiebel, gleichzeitig; Parkanlage mit neugotischem Parktor an der Poststraße, gleichzeitig. | D-1-84-142-11          | weitere Bilder |
| Gerhart-Hauptmann-Weg 2 (Standort)    | Villa Hüglin                                   | Zweigeschossiger Mansarddachbau mit schiefergedecktem Walmdach mit Schopf und unterschiedlich ausgebildeten Fassaden, Terrassenbau an der Nordseite und Madonnen-Medaillon an der Südwestfassade, in Formen des Späthistorismus nach Plänen von Hellmuth Maison, 1913; parkartiger Garten. | D-1-84-142-38          | Villa Hüglin   |
| Lechnerstraße 11 (Standort)           | Ehemalige katholische Pfarrkirche St. Benedikt | Saalbau mit tief herabgezogenem Satteldach mit beidseitig gereihten Zwerchhäusern und spitzem Dachreiter, von Hans Heps, 1963–65; mit Ausstattung nach Entwurf von Franz Nagel und Christine Stadler, gleichzeitig | D-1-84-142-56 Wikidata | weitere Bilder |
| Lechnerstraße 23 (Standort)           | Landhaus                                       | Zweigeschossiger Massivbau mit flachem Satteldach, Eckrisalit und vorgestelltem kleinen Türmchen, im Heimatstil, älterer Teil von Theodor Lechner, 1890, Anbau im Stil des späten Jugendstils, 1915/20. | D-1-84-142-13          | Landhaus       |
| Prof.-Benjamin-Allee 1 (Standort)     | Ehemaliger Isartalbahnhof Ebenhausen           | Sichtziegelbau in Neurenaissanceformen, bestehend aus zwei unterschiedlich großen Pavillons mit dazwischen gespannter, erdgeschossiger Wartehalle, um 1890. | D-1-84-142-35          | weitere Bilder |
| Rodelweg 5 (Standort)                 | Beim Haz                                       | Wohnteil des ehemaligen Bauernhauses, zweigeschossiger Blockbau mit flachem Satteldach und Lauben, 1. Hälfte 18. Jahrhundert. | D-1-84-142-14          | Beim Haz       |
| Rodelweg 12 (Standort)                | Villa                                          | Zweigeschossiger Walmdachbau mit niedrigerem Seitenflügel, rundbogigem Eingang, polygonalem Erker, Loggia und Terrasse, in Formen des klassizierenden Jugendstils, von Heilmann & Littmann, 1912/14; Garten, parkartig mit altem Baumbestand. | D-1-84-142-34          | Villa          |
| Wolfratshauser Straße 45 (Standort)   | Gasthof zur Post                               | Ehemalige Klostertaverne und Poststation, zweigeschossiger Massivbau mit Satteldach und Aufzugsgiebel, im Kern 18. Jahrhundert, zweigeschossiger Anbau mit Halbwalmdächern, vorgestelltem Turm mit Spitzhelm und Lauben, im Heimatstil, Ende 19. Jahrhundert; ehemaliger Wirtsstadel, jetzt Schlachthaus, mehrfach erneuert, mit Bundwerkwand des 18. Jahrhunderts. | D-1-84-142-16          | weitere Bilder |
| Nähe Wolfratshauser Straße (Standort) | Kriegerdenkmal                                 | rechteckige Stele mit Gedenkinschrift, über Sockel und mit Skulptur eines knienden Kriegers in trauernder Haltung, 1923; mit seitlichen Tafeln mit Gedenkinschrift und Liegefigur als Relief, von Hans Grießmeyer, 1962 | D-1-84-142-55          | weitere Bilder |
| Zechstraße 45 und 47 (Standort)       | Villa Zech                                     | Dreigeschossiger Satteldachbau mit Balkonvorbau nach Süden und Altane nach Osten, um 1910, um 1930 verändert; zugehörig Gartenanlage mit terrassierten Bereichen, Treppen und Brunnen und Figuren, um 1910 | D-1-84-142-54          | Villa Zech     |

### Hohenschäftlarn
| Lage                             | Objekt                       | Beschreibung | Akten-Nr.     | Bild              |
| -------------------------------- | ---------------------------- | --- | ------------- | ----------------- |
| Glasenfeld (Standort)            | Pestsäule                    | Tuffpfeiler, 17./18. Jahrhundert. | D-1-84-142-6  | Pestsäule         |
| Kirchberg 3 (Standort)           | Pfarrkirche St. Georg        | Barocker Saalbau mit Lisenengliederung, eingezogener Apsis und spätgotischem Chorwinkelturm des Vorgängerbaus, Johann Georg Ettenhofer, 1729/32; mit Ausstattung; Friedhof, alter Teil.                               | D-1-84-142-1  | weitere Bilder    |
| Oberdorf 6 (Standort)            | Beim Stalldisl               | Ehemaliges Kleinbauernhaus, sogenanntes Neuchlanwesen, zweigeschossiges verputztes Bauernhaus mit Steilsatteldach, verbrettertem Giebel und Laube und hakenförmig angeschlossenem Wirtschaftsteil, 1828.              | D-1-84-142-2  | Beim Stalldisl    |
| Oberdorf 13 (Standort)           | Beim Schropp oder beim Hainz | Ehemaliges Bauernhaus, zweigeschossiger Blockbau mit flachem Satteldach, als Doppelhaus 1682 erbaut, Lauben Ende 19. Jahrhundert; Stadel, kleiner zweigeschossiger Holzbau mit Satteldach und Laube, 19. Jahrhundert. | D-1-84-142-3  | weitere Bilder    |
| Schorner Straße 11 (Standort)    | Selcherhof                   | Einfirsthof, zweigeschossiger Satteldachbau mit Blockbau-Obergeschoss und Lauben, am Wirtschaftsteil reiches Bundwerk, bezeichnet mit dem Jahr 1787.                                                                  | D-1-84-142-4  | Selcherhof        |
| Stadtweg 5 (Standort)            | Beim Glas                    | Wohnteil des ehemaligen Bauernhauses. Verputzter zweigeschossiger Flachsatteldachbau mit Laube und Giebellaube, erbaut 1825.                                                                                          | D-1-84-142-5  | Beim Glas         |
| Starnberger Straße 21 (Standort) | Beim Jager                   | Bauernhof, zweigeschossiger Hakenhof mit flachem Satteldach und traufseitiger Laube, verputzt, am Wirtschaftsteil Bundwerk, 1. Hälfte 19. Jahrhundert.                                                                | D-1-84-142-7  | Beim Jager        |
| Starnberger Straße 25 (Standort) | Beim Schusterberl            | Wohnteil des ehemaligen Bauernhauses, zweigeschossiger Einfirsthof mit flachem Satteldach, Blockbau-Obergeschoss und teilweise erhaltener Laube, bezeichnet mit dem Jahr 1821.                                        | D-1-84-142-9  | Beim Schusterberl |
| Starnberger Straße 47 (Standort) | Ehemaliger Getreidekasten    | Zweigeschossiger Holzbau mit flachem Satteldach, 2. Hälfte 17. Jahrhundert, modern aufgestellt und als Zuhaus ausgebaut.                                                                                              | D-1-84-142-10 | BW                |

### Neufahrn
| Lage                              | Objekt      | Beschreibung | Akten-Nr.     | Bild           |
| --------------------------------- | ----------- | --- | ------------- | -------------- |
| Haarkirchener Straße 2 (Standort) | St. Martin  | Katholische Filialkirche, im Kern romanische Saalkirche mit dreiseitig geschlossenem Chor, angefügter Sakristei und massivem Giebelturm mit erhöhter Zwiebelhaube, 1164/70, Veränderungen 15. Jahrhundert und 18. Jahrhundert; mit Ausstattung; Friedhofsmauer, massiv. | D-1-84-142-24 | weitere Bilder |
| Nähe Irschenhauser Weg (Standort) | Waldkapelle | Kleiner Putzbau mit dreiseitigem Chorschluss, um 1630; mit Ausstattung. | D-1-84-142-25 | weitere Bilder |

### Zell
| Lage                                | Objekt                                              | Beschreibung | Akten-Nr.               | Bild           |
| ----------------------------------- | --------------------------------------------------- | --- | ----------------------- | -------------- |
| Gerhart-Hauptmann-Weg 26 (Standort) | Beim Lutz                                           | Wohnteil des ehemaligen Bauernhauses, zweigeschossiger Einfirsthof mit Blockbau-Obergeschoss, umlaufender Laube und Giebellaube, Ende 18. Jahrhundert, Dach und Nordwand erneuert. | D-1-84-142-27           | Beim Lutz      |
| Lechnerstraße 31 (Standort)         | Wohnhaus                                            | klassizisierender, zweigeschossiger Walmdachbau mit Loggiengang im Obergeschoss zur Gartenseite und Vorbau zur Eingangsseite, von Theo Lechner und Fritz Norkauer, 1921; westlich angrenzend langgestreckter, erdgeschossiger, offener Nebenflügel mit turmartigen Abschluss, Teil einer Wandelhalle, von Theo Lechner, 1912.                                                               | D-1-84-142-53           | Wohnhaus       |
| Lechnerstraße 41 (Standort)         | Beim Peni                                           | Wohnteil des ehemaligen Bauernhauses, zweigeschossiger Einfirsthof mit Blockbau-Obergeschoss, flachem Satteldach, umlaufender Laube und Giebellaube, Ende 18. Jahrhundert | D-1-84-142-29           | Beim Peni      |
| Lechnerstraße 42 (Standort)         | Beim Banz                                           | Ehemaliges Bauernhaus, zweigeschossiger Einfirsthof mit Blockbau-Obergeschoss, flachem Satteldach und umlaufender Laube und Giebellaube, 2. Hälfte 17. Jahrhundert, am ehemaligen Wirtschaftsteil Bundwerk des 18. Jahrhunderts. | D-1-84-142-28           | Beim Banz      |
| Zeller Straße (Standort)            | Mariensäule                                         | Bronzene Gussfigur auf Sandsteinstele mit Postament, von Bernhard Halbreiter, bezeichnet 1911. | D-1-84-142-32           | weitere Bilder |
| Zeller Straße 2 (Standort)          | Beim Marx                                           | Wohnteil des ehemaligen Hakenhofes, zweigeschossiger verputzter Satteldachbau, im Kern Blockbau, vor 1780, Dachaufbau und Traufseitlaube 19. Jahrhundert. | D-1-84-142-30           | weitere Bilder |
| Zeller Straße 3 (Standort)          | Beim Blasl                                          | Wohnteil des ehemaligen Bauernhauses, zweigeschossiger Flachsatteldachbau mit Blockbau-Obergeschoss und Laube, bezeichnet mit dem Jahr 1786. | D-1-84-142-31           | Beim Blasl     |
| Zeller Straße 4 (Standort)          | St. Michael                                         | Katholische Filialkirche, im Kern romanischer Saalbau mit stark eingezogenem Rechteckchor, daran angefügter Sakristei und Dachreiter mit Zwiebelhaube, 13./14. Jahrhundert auf wohl älterer Grundlage, Ausbau im 15. Jahrhundert und um 1730; mit Ausstattung | D-1-84-142-26           | weitere Bilder |
| Zeller Straße 4 (Standort)          | Friedhof (alter Teil)                               | Geweiht 1574, mit Grabdenkmälern Haas (1902), Sauer (um 1920), Maurer (um 1910); Friedhofsmauer, um 1910. | D-1-84-142-26 zugehörig | weitere Bilder |
| Zeller Straße 16 (Standort)         | Wehnerbauer                                         | Hakenhof, zweigeschossiger Massivbau mit Laube und Hochlaube, reicher Bemalung und Aussägearbeiten, erbaut 1929 im Heimatstil. | D-1-84-142-33           | weitere Bilder |
| Zeller Straße 19 (Standort)         | Villa                                               | Zweigeschossiger Walmdachbau über hohem Sockelgeschoss mit halbrundem Eingangsvorbau an der Nordseite, weiträumiger Terrasse, Loggia und polygonaler Eckausbildung an der Südseite, in Formen des späten Jugendstils wie auch des Reformstils, nach Plänen von Theo Lechner jun., 1915; parkartiger Garten.                                                                                 | D-1-84-142-37           | Villa          |
| Zeller Straße 22 (Standort)         | Ehemaliges Kindersanatorium, zuletzt Schwesternheim | Gebäudekomplex in Hanglage, bestehend aus der zweigeschossigen Villa mit Putzgliederung in reduzierter Jugendstilornamentik, dem nordöstlich errichteten Sanatorium, einem dreigeschossigen Walmdachbau, sowie dem abgewinkelten Verbindungstrakt, von August Zeh in zwei Bauabschnitten 1907 und 1910 errichtet, bauliche Änderungen am Sanatoriumsbau 1950/51; in parkartigem Grundstück. | D-1-84-142-36           | weitere Bilder |

## Ehemalige Baudenkmäler
In diesem Abschnitt sind Objekte aufgeführt, die früher einmal in der Denkmalliste eingetragen waren, jetzt aber nicht mehr. Objekte, die in anderem Zusammenhang also z. B. als Teil eines Baudenkmals weiter eingetragen sind, sollen hier nicht aufgeführt werden. Aktennummern in diesem Abschnitt sind ehemalige, jetzt nicht mehr gültige Aktennummern.

| Lage                                             | Objekt     | Beschreibung | Akten-Nr. | Bild       |
| ------------------------------------------------ | ---------- | --- | --------- | ---------- |
| Hohenschäftlarn Starnberger Straße 22 (Standort) | Beim Humpl | Einfirsthof, zweigeschossiger Satteldachbau mit verputztem Wohnteil und umlaufender Laube, 1846, erneuert 1969. |           | Beim Humpl |